# East Alto Bonito (Teksas)
East Alto Bonito je naseljeno mjesto za statističke potrebe u američkoj saveznoj državi Teksas. Prema popisu stanovništva iz 2010. u njemu je živjelo 824 stanovnika.